# Анара Ахундова
Анара Ахундова (англ. Anara Akhundova, 1 ноября 1987 год, Баку) - журналист, писатель, драматург. Родилась в Баку (Азербайджан). Высшее образование получила в Московском государственном университете печати по специальности "Издательское дело и журналистика" (Москва, Россия).
Творчество
Книги (опубликованные):
сборник притч и стихов «Шум ветра майского», сборник новелл «Увидеть Нойшванштайн», сборник коротких рассказов «Отныне и навсегда», сборник стихов и литературных зарисовок «Люди-Птицы», сборник историй «Заречье», сборник сказок «Маленькие Бабайки», сборник сказок «Р-р-рысь!», сборник сказок «Кит в фонтане», сборник историй «Лиловое Королевство», сборник коротких рассказов «Тень города», сказка «Рождество в Белом Городе», книжка-картинка «Мама будет отдыхать!».
Пьесы (для кукольных театров):
«Рождество в Белом Городе» (Таллинн; Баку), «Секретная лестница» (Таллинн), «Всем угодил» (Санкт-Петербург), «Новруз идет! Весна идет!» (Баку), «Лиловое Королевство» (Баку), «Нарисуй мне шум прибоя» (Баку).
Фильмы:
Advertentie (снят по короткому рассказу «Пианино») (Нидерланды).
Литературные проекты:
серия авторских литературно-музыкальных концертов «Чернильница» (Таллинн), серия литературно-медитативных концертов «Звуковые Сказы» (Таллинн), серия сборных литературно-музыкальных концертов PoetiCo (Баку), серия литературно-медитативных концертов SANSARA (Баку), серия литературно-творческих мероприятий для детей «Книга Сказок» (Баку).
Роли в театральных постановках:
«Клятвенные девы», старуха (Teatr O2); «Ловушка», мадемуазель Берто (творческая организация StolitsA.rt); «Баку сквозь вселенную», сыграла саму себя (театральная студия «Два стула»).